# Калиновський Михайло Іванович
Калиновський Михайло Іванович (1780 — р. см. невід.) — срібляр.
Жив і працював у Києві. Мав свою майстерню, в якій 1836 працювали підмайстри І. Роговий та П. Завадський, а 1844 — підмайстер І. Хівроненко.
В 1809 виконав для Успенського собору Києво-Печерської лаври дві срібні шати на ікону св. Євдокії та ін. речі.